# YouTube FanFest

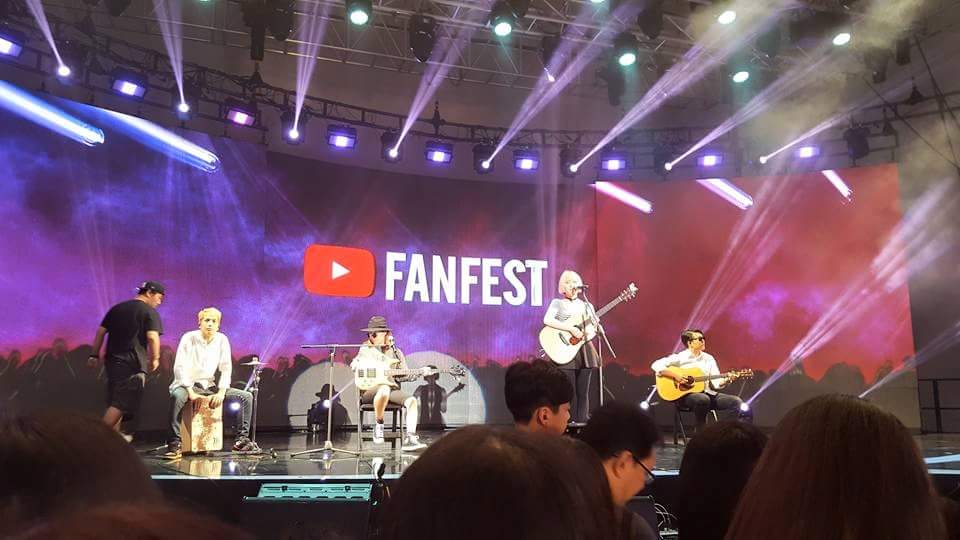
Concierto durante un evento de YouTube FanFest de 2015 en Corea, situado en extremo oriente.

El YouTube FanFest (abreviado como YTFF) es un evento a gran escala organizado por la plataforma digital YouTube para yutuberos conocidos. También para artistas, músicos y personalidades de Asia-Pacífico y del mundo. En este evento se realizan festivales, diversas presentaciones artísticas y culturales, reuniones y demás.
Este evento se llevó a cabo por primera vez en Singapur, en mayo de 2013. Desde entonces, el evento se ha realizado en varios países, entre ellos, Australia, India, Japón y demás, esto, debido a que tiene un alcance global.
YouTube FanFest edición 2020 se canceló por la pandemia de COVID-19, sin embargo, el evento se llevó a cabo de manera virtual.